# Presqu'île des Baradères
Presqu'île des Baradères är en halvö i Haiti.   Den ligger i departementet Nippes, i den västra delen av landet, 140 km väster om huvudstaden Port-au-Prince.